# Garamond (nakladatelství)
Garamond je nakladatelství působící v České republice; vzniklo roku 1997, sídlí v Praze 6, v ulicích Pod Starou školou a Bubenečská.
Nakladatelství Garamond spol. s r.o. se zaměřuje na překlady z frankofonní literatury a současné izraelské literatury.[zdroj?] Vyšly zde např. Pohádky pro Itamara a Rut (David Grossman), romány Me'ir Šaleva, komiksy Joann Sfara, francouzské pohádky Charlese Perraulta, básně Charlese Baudelaira, detektivky Frédérica Lenormanda, monografie Ariel Šaron od Luca Rosenzweiga. Nakladatelství se specializuje na dvojjazyčné knihy, komiksy a detektivní knihy.
V edici Černá káva nabízí detektivní literaturu, v edici Bilingua vydává dvojjazyčné knihy.
Nakladatelství Garamond do konce roku 2018 vydalo přes 600 titulů.[zdroj?]
Od 1. července 2022 je nakladatelství součástí nakladatelského domu Albatros Media;  transkace se realizovala formou akvizice části závodu, cena nebyla uvedena.